# Beth Fowler
Beth Fowler (Nova Jérsei, 1 de novembro de 1940) é uma atriz norte-americana, conhecida pela participação na série Orange Is the New Black.